# 加里·菲格罗阿
加里·菲格罗阿（英語：Gary Figueroa，1956年9月28日—），生于鳳凰城，美国男子水球运动员。他曾代表美国国家队参加1984年夏季奥林匹克运动会水球比赛，获得一枚银牌。